# Michelle Struijk
Michelle Struijk (* 24. Juni 1998) ist eine belgische Hockeyspielerin. Sie gewann mit der belgischen Nationalmannschaft bei Europameisterschaften zwei Silbermedaillen und eine Bronzemedaille.

## Sportliche Karriere
Struijk begann bei Royal Antwerpen, mit diesem Verein wurde sie 2019 Belgischer Meister. 2023 wechselte sie zu La Gantoise.
Struijk wurde mit der belgischen Juniorinnenauswahl Sechste bei der Juniorenweltmeisterschaft 2016. Im Jahr darauf debütierte sie in der Nationalmannschaft. Bei der Europameisterschaft 2017 in Amsterdam besiegten die Belgierinnen im Halbfinale die deutsche Mannschaft mit 1:0. Das Finale gewannen die Niederländerinnen mit 3:0. Struijk war in allen fünf Spielen dabei und erzielte in der Auftaktpartie ein Tor. 2018 waren bei der Weltmeisterschaft in London 16 Mannschaften dabei, darunter sieben aus Europa. Die Belgierinnen wurden Zehnte, allerdings lagen alle anderen Teams aus Europa vor den Belgierinnen. 2019 bei der Europameisterschaft in Antwerpen wurden die Belgierinnen Sechste und verhinderten damit gerade noch den Abstieg aus Europas Topgruppe.
2021 bei der Europameisterschaft in Amstelveen unterlagen die Belgierinnen im Halbfinale den Niederländerinnen. Im Kampf um Bronze bezwangen sie die Spanierinnen mit 3:1. Bei der Weltmeisterschaft 2022 erreichten die Belgierinnen erstmals nach vierzig Jahren wieder das Viertelfinale bei einer Weltmeisterschaft und verloren dann gegen die Niederländerinnen. Die Belgierinnen belegten den sechsten Platz. Struijk war in allen fünf Spielen dabei, wobei Alix Gerniers, Barbara Nelen und Michelle Struijk abwechselnd die Kapitänsbinde trugen. 2023 bei der Europameisterschaft in Mönchengladbach bezwangen die Belgierinnen im Halbfinale die Deutschen. Im Endspiel siegten die Niederländerinnen mit 3:1. Nelen, Garniers und Struijk trugen während des Turniers die Kapitänsbinde und wurden in allen fünf Spielen eingesetzt. Bei den Olympischen Spielen 2024 in Paris verloren die Belgierinnen im Halbfinale gegen die Chinesinnen im Shootout. Im Spiel um den dritten Platz unterlagen sie im Shootout gegen die Argentinierinnen. Struijk war in allen acht Spielen dabei.
Insgesamt bestritt die Mittelfeldspielerin bis August 2024 129 Länderspiele für Belgien.